# 8602 Oedicnemus
8602 Oedicnemus este un asteroid din centura principală de asteroizi.

## Descriere
8602 Oedicnemus este un asteroid din centura principală de asteroizi. A fost descoperit pe 16 octombrie 1977 la Observatorul Palomar de Cornelis Johannes van Houten, Ingrid van Houten-Groeneveld și Tom Gehrels. Asteroidul prezintă o orbită caracterizată de o semiaxă mare de 2,40 ua, o excentricitate de 0,13 și o înclinație de 8,1° în raport cu ecliptica.